# (905) Universitas
Pour les articles homonymes, voir Universitas.
(905) Universitas est un astéroïde évoluant dans la ceinture principale, découvert le 30 octobre 1918 par l'astronome allemand Friedrich Karl Arnold Schwassmann depuis l'observatoire de Hambourg.
Il est nommé en l'honneur de l'université de Hambourg.